# Internationale Walvisvaartcommissie

Lidstaten van de IWC

Walvisvangst vanaf 1900

De Internationale Walvisvaartcommissie (IWC) werd opgericht tijdens de Internationale Conventie voor de Regulering van de Walvisvaart op 2 december 1946. De taak van deze commissie is regelmatig de afspraken over de regulering van de walvisvaart bij te werken en te herzien.

## Internationale afspraken
De afspraken hadden oorspronkelijk tot doel om de walvisvaart te beschermen. Deze werd bedreigd door het teruglopen van de walvisstand.
In de jaren '60 ging de IWC ertoe over bepaalde soorten walvissen volledig te beschermen, gebieden aan te wijzen als reservaten voor walvissen, quota vast te stellen voor het aantal te vangen walvissen, seizoenen vast te stellen waarin op walvissen mag worden gejaagd en de vangst van walviskalveren en van moeders met kalveren te verbieden.
Toen deze maatregelen onvoldoende bleken om de terugloop van de walvisstand te stoppen, besloot de commissie in 1982 tot een moratorium op de walvisvangst met ingang van 1986. Daarbij maakte ze wel enkele uitzonderingen. Zo mocht Japan sinds 1986 jaarlijks enkele honderden walvissen vangen "voor wetenschappelijke doeleinden". Verder is er een uitzondering voor de traditiegebonden jacht, bijvoorbeeld van inheemse volkeren rond de poolcirkel in Alaska, Groenland en Rusland of van enkele Caribische eilanden met een walvishistorie.
Het moratorium had enig succes, waarna de leden Japan, Noorwegen en IJsland geen redenen meer zagen om zich langer te beperken. In 1993 hervatten de twee Europese landen de commerciële jacht met zelfopgelegde quota. Japan jaagt onder het mom van wetenschappelijk onderzoek op walvissen hetgeen onder de regels is toegestaan. In 2014 oordeelde het Internationaal Gerechtshof dat Japan misbruikt maakt van de uitzonderingsregels en de vangst moet stoppen. Tot nu toe is er in de commissie geen meerderheid bereikt om het moratorium te beëindigen, en evenmin om het moratorium om te zetten in een definitief verbod.

## Lidstaten
Het lidmaatschap van de commissie staat open voor elk land dat de afspraken van de conventie van 1946 ondertekent. De lidstaten waren in 2005:
Antigua en Barbuda - 
Argentinië - 
Australië - 
België - 
Belize - 
Benin - 
Brazilië - 
Chili - 
Costa Rica - 
Denemarken - 
Dominica - 
Duitsland - 
Finland -
Frankrijk - 
Gabon - 
Grenada - 
Guinee - 
Hongarije - 
Ierland - 
IJsland - 
India - 
Italië - 
Ivoorkust - 
Japan - 
Kenia - 
Kiribati - 
Mali - 
Marokko - 
Mauritanië - 
Mexico - 
Monaco - 
Mongolië - 
Nauru - 
Nederland - 
Nicaragua - 
Nieuw-Zeeland - 
Noorwegen - 
Oman - 
Oostenrijk - 
Palau -
Panama - 
Volksrepubliek China - 
Peru - 
Portugal - 
Russische Federatie -  
Saint Kitts en Nevis -  
Saint Lucia - 
Saint Vincent en de Grenadines - 
Salomonseilanden - 
San Marino - 
Senegal - 
Slowakije - 
Spanje - 
Suriname - 
Tsjechië - 
Tuvalu - 
Verenigd Koninkrijk - 
Verenigde Staten van Amerika - 
Zuid-Afrika - 
Zuid-Korea -  
Zweden - 
Zwitserland
Op 26 december 2018 maakte de Japanse regering het vertrek uit de IWC bekend.